# Franzleo Andries
Franzleo Andries (* 22. Dezember 1912 in Trier; † 21. April 1979 in Fürstenfeldbruck) war ein deutscher Komponist, Musikproduzent und Schlagertexter. Seine Werke, die er überwiegend in Zusammenarbeit mit Kurt Feltz schrieb, veröffentlichte er unter den Namen Michael Harden, Hans Korten, Walter Grundhoff und weiteren.

## Leben
Zwischen 1948 und 1950 arbeitete Andries als Korrepetitor beim Nordwestdeutschen Rundfunk (NWDR) in Köln eng mit dem Leiter der Unterhaltungsabteilung, Kurt Feltz, zusammen. Da Feltz wiederholt, so 1949 in Der Spiegel, vorgeworfen wurde, er nutze seine Stellung, um die von ihm geschriebenen und getexteten Schlager zu verbreiten und an den daraus entstehenden GEMA-Einkünften zu profitieren, legten er und Franz-Leo Andries sich mehrere Pseudonyme zu, um ihre Urheberschaft zu verbergen.
1950 verließen beide schließlich den NWDR. Kurt Feltz machte sich als Produzent für verschiedene Schallplattenfirmen selbständig und stellte Andries als Aufnahmeleiter und persönlichen Assistenten ein. 1952 schrieb Andries unter seinen Decknamen Michael Harden den an den Erfolg der Caprifischer anknüpfenden Schlager Rote Rosen, rote Lippen, roter Wein für René Carol. Die über 500.000 Mal verkaufte Single wurde ein Nummer-eins-Hit und brachte dem Sänger die erstmals nach dem Krieg verliehene deutsche Goldene Schallplatte ein. Einen weiteren Erfolg hatte Andries 1953 mit Soviel Wind und keine Segel, gesungen von Bruce Low. 1962 produzierte er das Lied Sag mir, wo die Blumen sind mit Marlene Dietrich.
Andries lebte lange Zeit in Wolperath (Rhein-Sieg-Kreis).

## Werke
- Rote Rosen, Rote Lippen, roter Wein... (1952)
- Soviel Wind und keine Segel (1953)
- Wenn das Heimweh nicht wär (1954)
- Rosemarie-Polka
- Wenn ich im Tagebuch der Liebe
- Mädels, wenn es Nacht wird
- Cowboys Sehnsucht
- Zwischen Java und Hawaii
- Am Strand von Havanna
- Allerhand
- Capitano
- Deinen Namen, den hab ich ...
- Deinen Ring hab ich...
- The Dollmaker
- Du bist mein Herzenskamerad
- Es blüht eine weiße Lilie
- Frog's Kings Parade
- Immerhin
- Hodda Hock Mexico Rock
- Das Mädchen von Gordone
- My pretty shoogah
- Nicoletta
- Romantische Musik
- Wanderer, wo ist deine...
- Wenn die Harmonika von...
- Wer dich vergessen kann...
- Zwei Verliebte, die sprachen
- Augusta Treverorum, benannt nach dem antiken Augusta Treverorum (als Hans Korten)
- Einzug der Winzer, Marsch (als Hans Korten)
- In Mehring am alten Fährturm, Walzerlied (als Hans Korten)
- Du schöne Moselanerin (Musik: Hans Korten)